# Israel Railways

Bandera y logotipo de Ferrocarriles de Israel.

Ferrocarriles de Israel (en inglés: Israel Railways; hebreo: רכבת ישראל, Rakevet Yisra'el) es la empresa ferroviaria nacional de Israel, responsable de todos los servicios interurbanos, de cercanías y de carga útil del país. Esta compañía pública opera desde 1948 y tiene su central en la ciudad de Tel Aviv. La red, cuyas líneas son de ancho estándar, atraviesa la planicie costera densamente poblada de Israel y desde allí se ramifica en varias direcciones. A diferencia de los vehículos terrestres, los ferrocarriles de Israel Railways transitan por la mano izquierda de las vías. 

## Líneas

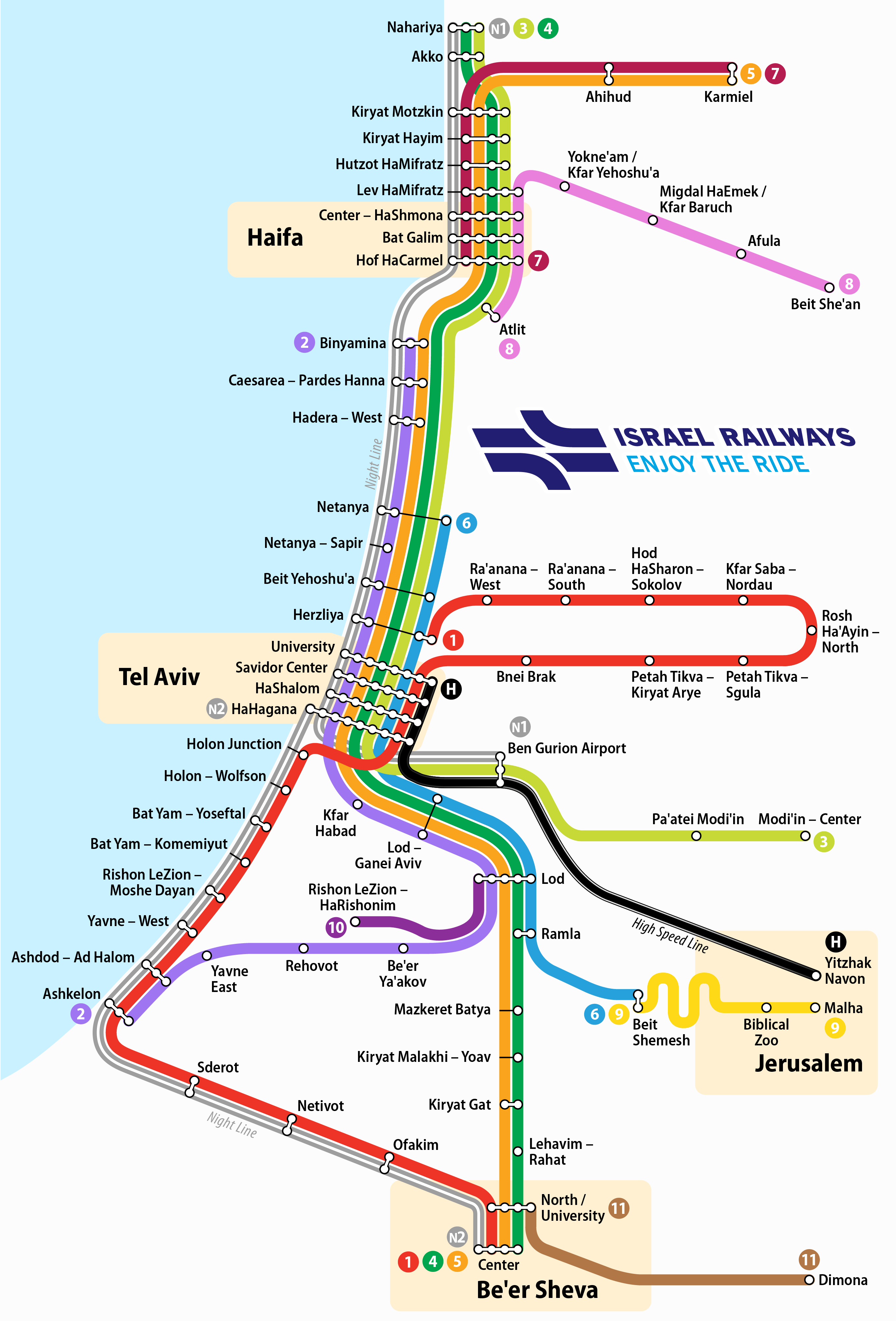
Líneas de Israel Railways.

Las rutas de pasajeros de Ferrocarriles de Israel están divididas en nueve líneas operativas: 
| Terminal (norte)         | Estaciones intermedias | Terminal (sur)            | Destinos principales |
| ------------------------ | --- | ------------------------- | --- |
| Nahariya                 | Acre - Kiryat Motzkin - Kiryat Haim - Hutzot HaMifratz - Lev HaMifratz - Haifa Center - Haifa Bat Galim - Haifa Hof HaCarmel - Atlit - Binyamina - Universidad de Tel Aviv - Tel Aviv Savidor Central - Tel Aviv HaShalom - Tel Aviv HaHagana - Lod - Kiryat Gat - Lehavim - Beersheba North | Beersheba Center          | Nahariya - Acre - HaKrayot - Haifa - Atlit - Binyamina-Guivat Ada / Or Aqiva - Tel Aviv / Ramat Gan - Lod - Kiryat Gat - Lehavim / Rahat - Beersheba                                                                                                 |
| Kiryat Motzkin           | Kiryat Haim - Hutzot HaMifratz - Lev HaMifratz - Haifa Center - Haifa Bat Galim | Haifa Hof HaCarmel        | HaKrayot - Haifa |
| Binyamina                | Cesarea-Pardes Hanna - Hadera Ma'arav - Netanya - Beit Yehoshua - Herzliya - Tel Aviv University - Tel Aviv Savidor Central Railway Station - Tel Aviv HaShalom - Tel Aviv HaHagana - Kfar Habad - Lod - Be'er Ya'akov - Rehovot - Yavne - Ashdod                                            | Ashkelon                  | Binyamina / Or Aqiva - Zona industrial de Cesarea / Pardes Hanna-Karkur - Hadera - Beit Yehoshua / Even Yehuda - Herzliya - Tel Aviv / Ramat Gan - Kfar Habad - Lod - Be'er Ya'akov - Rehovot / Ness Ziona - Yavne - Ashdod - Ashkelon / Kfar Silver |
| Hod Hasharon             | Kfar Saba - Rosh HaAyin Tzafon - Petah Tikva Segula - Kiryat Arye - Bnei Brak - Tel Aviv University - Tel Aviv Savidor Central Railway Station - Tel Aviv HaShalom - Tel Aviv HaHagana - Holon Junction - Holon-Wolfson - Bat Yam-Yoseftal - Bat Yam-Komemiyut                               | Rishon LeZion Moshe Dayan | Kfar Sava / Hod HaSharon - Rosh HaAyin / Neve Yerek - Petah Tikva - Bnei Brak / Ramat Gan - Tel Aviv - Holon - Bat Yam - Rishon LeZion |
| Tel Aviv HaHagana        | Lod Ganei Aviv - Lod | Rishon LeZion HaRishonim  | Tel Aviv - Lod - Rishon LeZion / Ness Ziona |
| Tel Aviv Savidor Central | Tel Aviv HaShalom - Tel Aviv HaHagana - Lod - Ramla - Beit Shemesh - Biblical Zoo | Jerusalén Malha           | Tel Aviv / Ramat Gan - Lod - Ramla - Beit Shemesh - Jerusalén |
| Tel Aviv Savidor Central | Tel Aviv HaShalom - Tel Aviv HaHagana - Lod - Kiryat Gat - Lehavim Center - Beersheba North | Beersheba Center          | Tel Aviv / Ramat Gan - Lod - Kiryat Gat - Lehavim / Rahat - Beersheba |
| Beersheba North          | | Dimona                    | Beersheba - Dimona |
| Tel Aviv Savidor Central | Aeropuerto Internacional Ben Gurion - Paatei Modi'in | Modi'in Central           | Tel Aviv - Modi'ín |

## Trenes

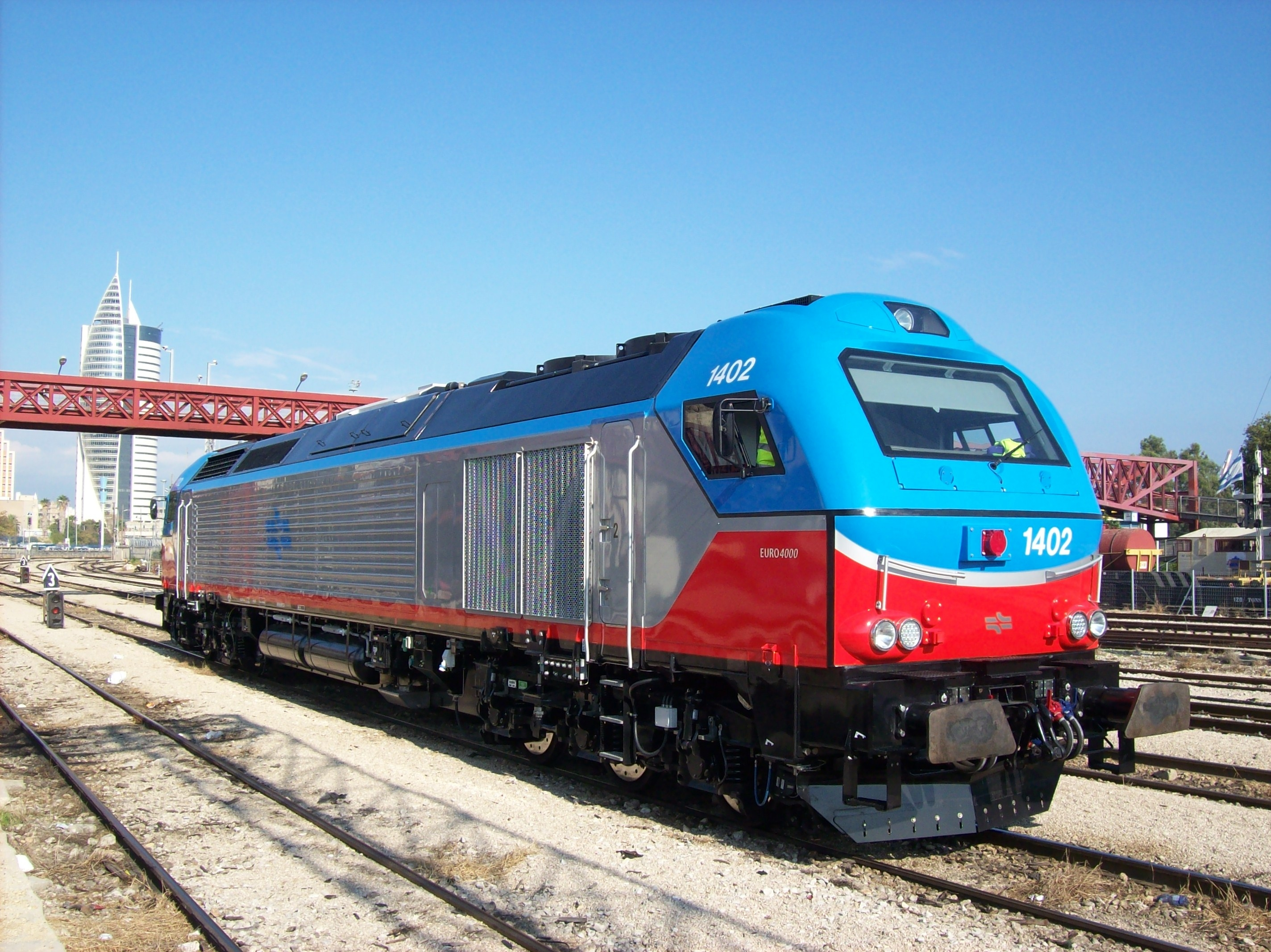
Euro 4000.

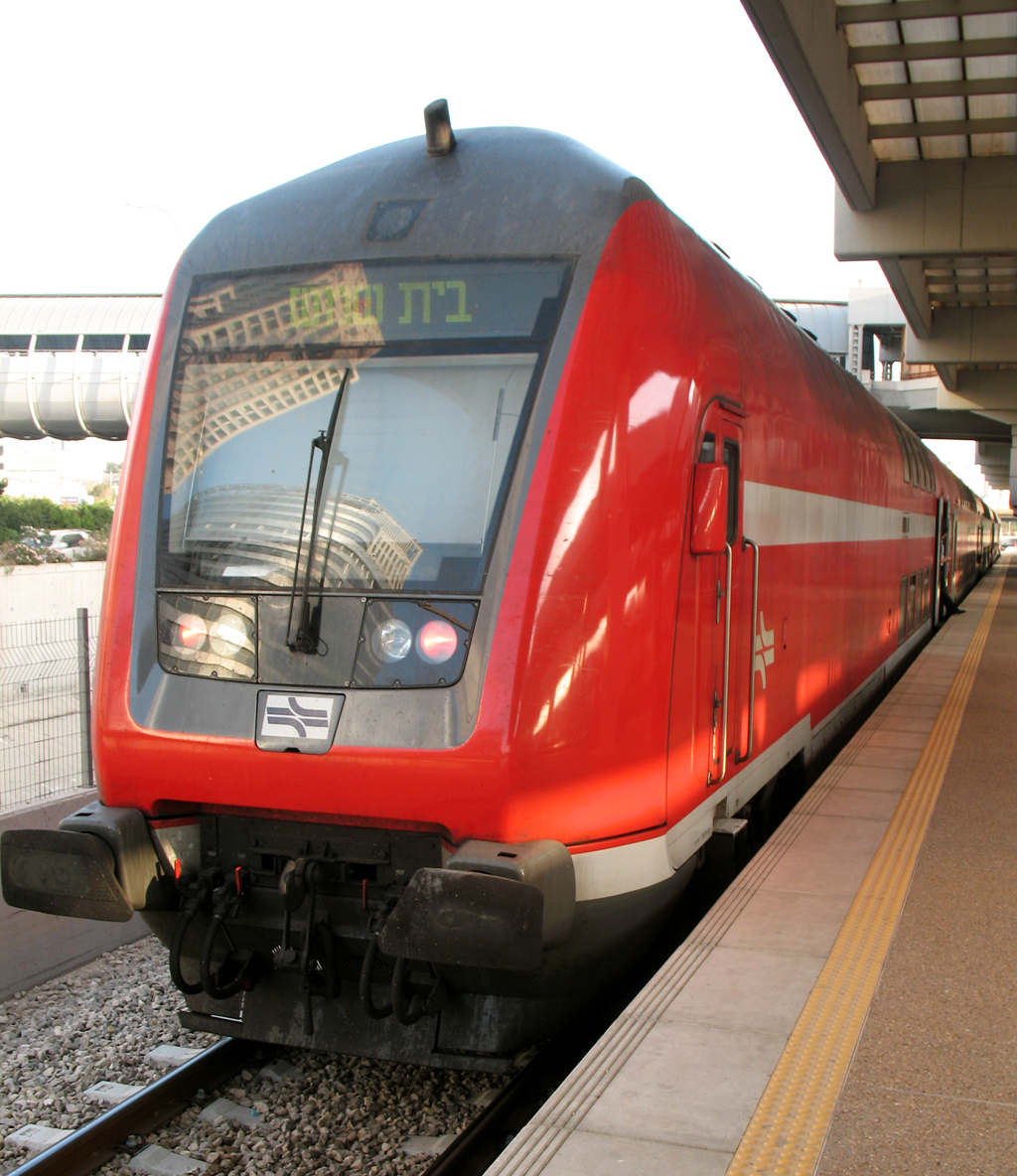
Unidad de dos pisos Bombardier.

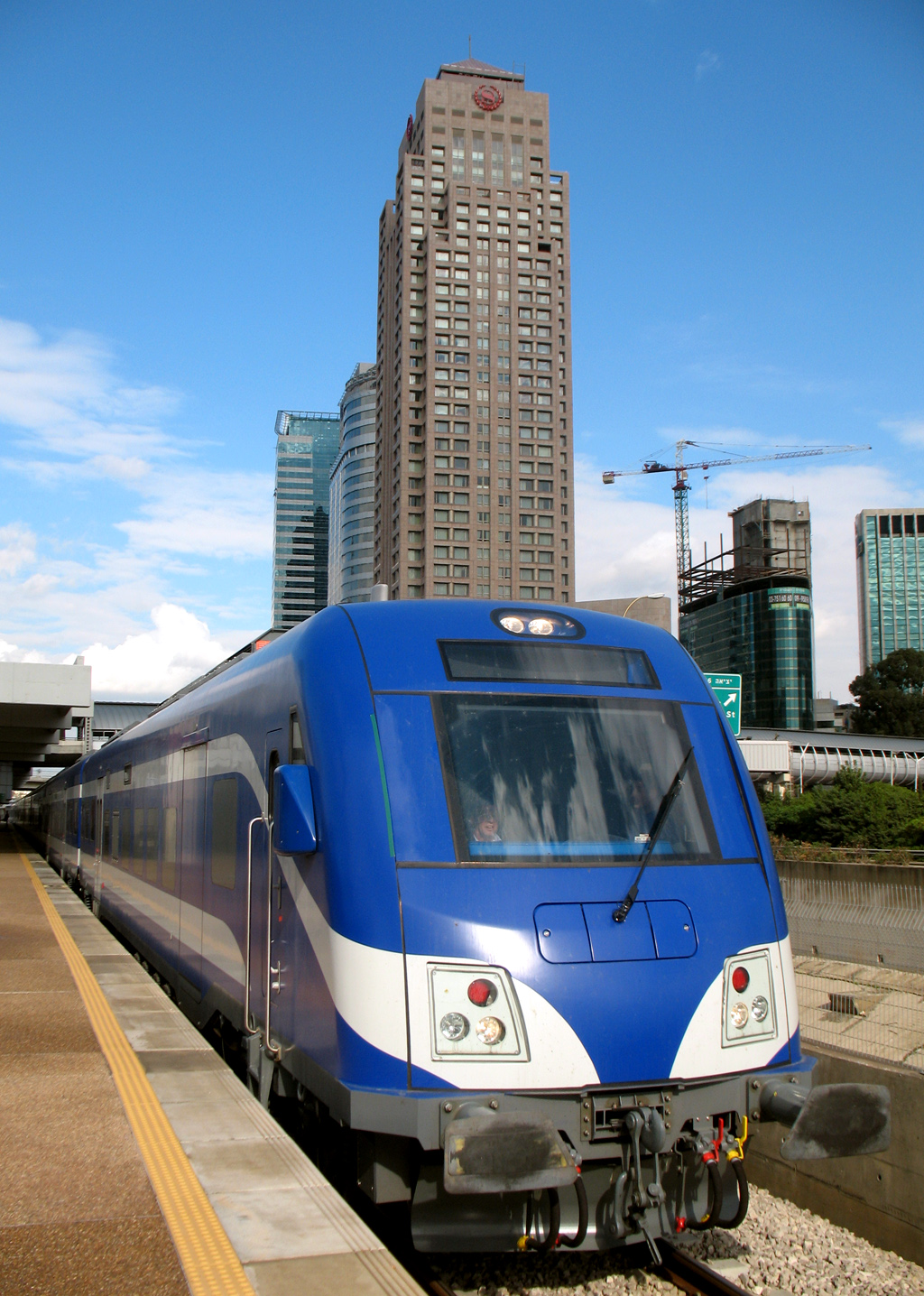
Siemens Viaggio Light.

Ferrocarriles de Israel cuenta con los siguientes trenes de pasajeros y locomotoras:
- Locomotoras diésel-eléctricas EMD G12 Bo-Bo.[4] Israel importó veintitrés de EMD entre 1954 y 62 y capturó cuatro más de Egyptian National Railways en la Guerra de los Seis Días, de 1967. Algunas unidades se han retirado de circulación y en la actualidad se encuentran en el Museo de Ferrocarriles de Israel, en Haifa.[5]
- Locomotoras diésel-eléctricas EMD G16 Co-Co, construidas por Egyptian National Railways entre 1960 y 61 y capturadas durante la Guerra de los Seis Días.[6] Una de estas locomotoras se encuentra en el museo.[5]
- 12 locomotoras diésel-eléctricas EMD G26 Co-Co, introducidas entre 1971 y 82.[6]
- Locomotoras Vossloh Euro (EMD) añadidas en 2011.
- Locomotoras de diésel Alstom/EMD JT42BW y JT42CW, agregadas en 1996.
- ABB Scandia IC3 introducidas en 1992.
- Trenes GEC Alstom introducidos en 1996, armados en Israel por Haargaz.
- Trenes de doble piso Bombardier, agregados en 2001; en 2010 se encargaron más unidades a Bombardier.[7]
- Trenes de pasajeros Siemens Viaggio Light (configurados como "tren ISR SDPP"),[8][9] agregados en 2009.
- Locomotoras Alstom GA-DE900 AC.

### Unidades retiradas de circulación
- Boris Kidrič/Metalka "Yugo", agregada entre 1964 y 72[10][11]
- Trenes Esslingen (introducidos en 1956)

## Accidentes notables
- El 26 de diciembre de 1963, dos trenes de pasajeros de la por aquel entonces línea principal de una sola mano que conectaba Tel Aviv con Haifa chocaron de frente en la estación de Bet Yehoshua, al sur de Netanya.[12] El tren que iba hacia el norte había pasado una luz roja y su locomotora continuó rodando hasta que chocó al otro tren.[13] Ninguno de los trenes se descarriló, pero en uno de los trenes se rompió un acoplador y causó que se separaran los tres vagones posteriores a él.[14] El freno automático tendría que haber detenido a los vagones sueltos, pero no lo hizo, por lo que empezaron a rodar marcha atrás hacia el sur.[14] 55 personas resultaron heridas, pero solo tres de ellas tuvieron que ser trasladadas a un hospital.[14] Los maquinistas sobrevivieron pero los dos trenes quedaron totalmente destruidos.[14]
- En 1972, un tren chocó contra un camión militar y causó la muerte de 18 soldados.
- El 11 de junio de 1985, un tren chocó con un autobús escolar y causó la muerte de 19 niños y tres adultos, cerca del moshav de HaBonim.
- El 21 de junio de 2005, un tren IC3 chocó con un camión de carga cerca del kibbutz Revadim; ocho personas fallecieron y 198 resultaron heridas.[15]
- El 8 de julio de 2005, un tren chocó con un camión entre Kiryat Gat y Ahuzam; causó la muerte del ingeniero ferroviario y dejó 38 heridos.[16][17]
- El 12 de junio de 2006, un tren colisionó con otro camión cerca de Beit Yehoshua, dejando cinco muertos y más de 80 heridos.[18][19]
- El 27 de diciembre de 2009, un tren chocó con un auto cerca de Kiryat Gat. El conductor, que falleció en el accidente, había continuado su camino sin detenerse para dejar pasar al tren.[20]
- El 5 de agosto de 2010, un tren chocó con un minibus cerca de Kiryat Gat, con un saldo de siete muertos y seis heridos. El accidente tuvo lugar a las 19:05, hora local, en la Ruta 353, aparentemente cuando el minibus intentaba cruzar un paso a nivel.[21][22]
- El 28 de diciembre de 2010, se desató un incendio en un tren cerca del kibbutz Yakum, probablemente por un cortocircuito: 116 personas resultaron heridas.[23]
- El 7 de abril de 2011, dos trenes chocaron de frente cerca de Netanya, con un saldo de 59 heridos.[24]